# Taça Cidade de São Paulo
A Taça Cidade de São Paulo mais conhecida como Taça São Paulo, foi criada pela Federação Paulista de Futebol no ano de 1942, e foi disputada até 1952, para contemplar as melhores equipes do estado. O Torneio era disputado pelos três primeiros colocados do Campeonato Paulista do ano anterior, em um curto espaço de tempo, sendo disputada no sistema de pontos corridos em turno único, todos os jogos ocorriam no Estádio do Pacaembu.
Houve ainda outras competições denominadas como Taça Cidade de São Paulo. Essa nomenclatura designou um troféum simbólico em 1922, um torneio de pontos corridos em 1970, outro em formato de copa em 1973 e o campeão do 1º turno dos Campeonatos Paulista de 1975, 1977 e 1978.

## Campeões
Taça Cidade de São Paulo
| Ano  | Campeão     | Observações                                                                   |
| ---- | ----------- | ----------------------------------------------------------------------------- |
| 1942 | Corinthians |                                                                               |
| 1943 | Corinthians |                                                                               |
| 1944 | São Paulo   |                                                                               |
| 1945 | Palmeiras   |                                                                               |
| 1946 | Palmeiras   |                                                                               |
| 1947 | Corinthians |                                                                               |
| 1948 | Corinthians |                                                                               |
| 1949 | Santos      |                                                                               |
| 1950 | Palmeiras   |                                                                               |
| 1951 | Palmeiras   |                                                                               |
| 1952 | Corinthians | Posse definitiva da Taça por conquistá-la por cinco vezes de forma alternada. |

Taça Cidade de São Paulo (outras competições)
| Ano  | Campeão     | Observações                                                              |
| ---- | ----------- | ------------------------------------------------------------------------ |
| 1922 | Corinthians | Troféu Secundário pela conquista do Campeonato Paulista de 1922.         |
| 1970 | Santos      | A competição foi disputada no sistema de pontos corridos em dois turnos. |
| 1973 | Portuguesa  | A competição foi disputada no sistema de fase de grupos e finais.        |
| 1975 | São Paulo   | Campeão do 1º Turno do Campeonato Paulista de 1975.                      |
| 1977 | Botafogo-SP | Campeão do 1º Turno do Campeonato Paulista de 1977.                      |
| 1978 | Corinthians | Campeão do 1º Turno do Campeonato Paulista de 1978.                      |